# Plano invariável
O plano invariável de um sistema planetário, também chamado de plano invariável de Laplace, é o plano passando ao longo de seu baricentro (centro de massa) que é perpendicular ao seu momento angular. No sistema solar, cerca de 98% deste efeito é contribuído pelo momento angular dos quatro gigantes gasosos: Júpiter, Saturno, Urano e Neptuno. O plano invariável está dentro de 0,5° do plano orbital de Júpiter,  e pode ser considerado como a média de todos os planos orbitais planetários no sistema solar.